# ARPANET

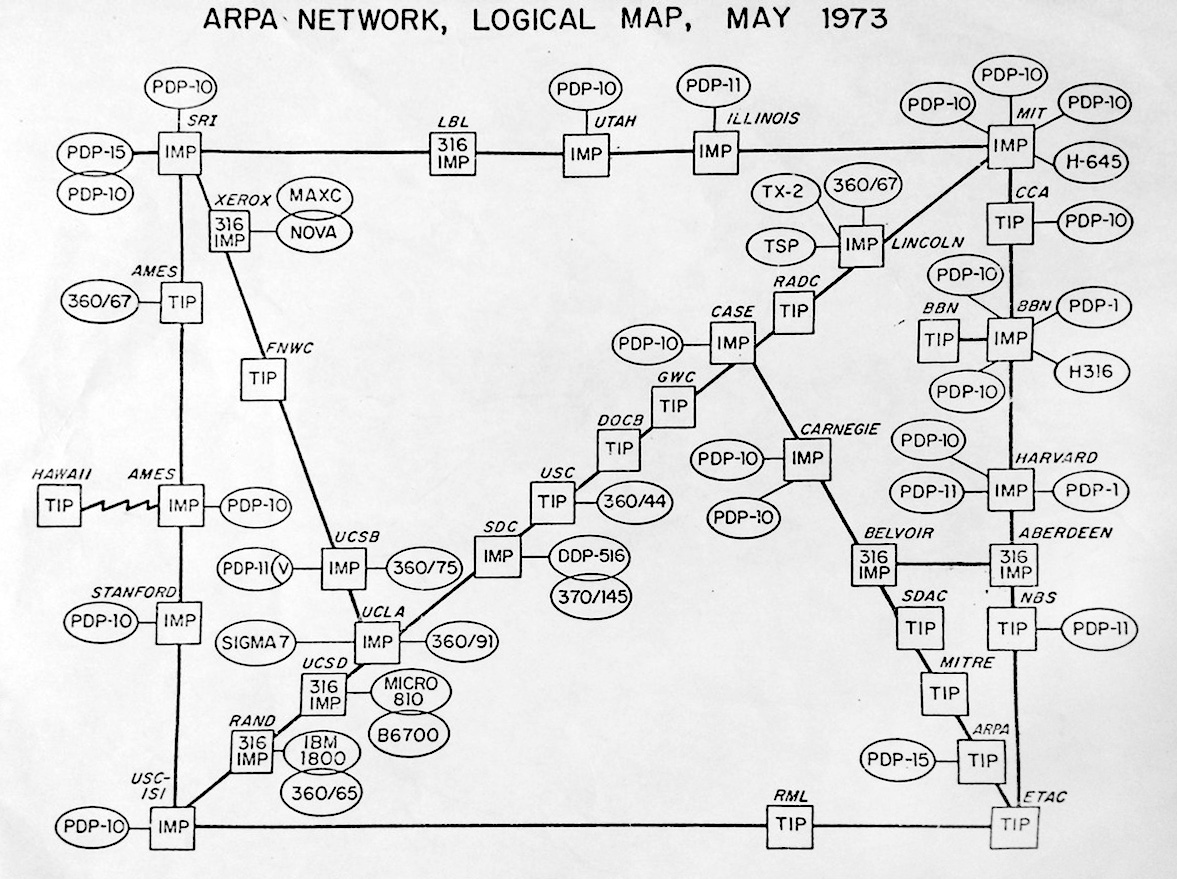
Plan sieci z 1973

ARPANET (ang. Advanced Research Projects Agency Network) – pierwsza sieć rozległa oparta na rozproszonej architekturze i protokole TCP/IP. Jest bezpośrednim przodkiem Internetu. Został wyłączony w 1990 roku.

## Historia
ARPANET powstał jako inicjatywa Departamentu Obrony USA (Pentagonu). W 1958 roku po szoku wywołanym wysłaniem Sputnika w kosmos przez ZSRR powołano rządową agencję ARPA, której zadaniem było obserwowanie i wspieranie inicjatyw powstających na uczelniach w USA, które miały szczególne znaczenie dla obronności Stanów Zjednoczonych.
Około 1966 ARPA sfinansowała prace nad eksperymentalną siecią pomiędzy dwoma komputerami (TX-2 i Q-32/PDP-1).
W 1967 roku odbyła się konferencja naukowa ARPA na temat technicznych możliwości budowy rozległych sieci komputerowych o rozproszonym zarządzaniu. Przewodnią ideą tej konferencji było ustalenie, czy możliwe jest za pomocą komputerów skonstruowanie takiej sieci łączności, która by nie posiadała central (które wróg może łatwo zniszczyć), lecz umożliwiała automatyczne wyszukiwanie połączeń między dowództwem i oddziałami polowymi nawet przy dużym stopniu zniszczenia infrastruktury telekomunikacyjnej kraju. Okazało się to potencjalnie możliwe. Najciekawsze rozwiązanie zaproponował Alex McKenzie z Uniwersytetu Stanforda, który zaproponował ideę pakietu informacji z przypisanym do niej adresem, który by automatycznie krążył po sieci „szukając” swojego odbiorcy tak, jak to się dzieje z listami pocztowymi. ARPA zdecydowała się wesprzeć projekt Alexa McKenzie, który stworzył kilkudziesięcioosobowy zespół pracujący na Uniwersytecie Stanford, UCLA i Uniwersytecie Utah. Zespół ten stworzył zręby protokołu TCP (pierwotnie nazwanego IMP) oraz w 1968 wykonał pokaz automatycznego trasowania połączeń w sieci liczącej kilkanaście serwerów rozproszonych na tych trzech uniwersytetach.
29 października 1969 dokonano pierwszej transmisji przez sieć.
W latach 1967–1977 eksperymentalna sieć rozrosła się na kolejne uczelnie, a rozrost ten był hojnie wspierany finansowo przez ARPA. W ramach tej sieci na początku 1969 utworzono Network Working Group (NWG) liczącą ok. 100 osób, która zaczęła wymieniać się informacjami i wynikami swoich eksperymentów za pomocą dokumentów zwanych Request for Comments. Można powiedzieć, że była to zapowiedź późniejszej IETF. Badania te (i rozwój sieci) były częściowo tajne, gdyż równolegle z pracami naukowców cywilnych trwały prace nad zaimplementowaniem ich do celów wojskowych.
W 1971 roku ARPA zdecydowała się ujawnić protokół TCP/IP i zezwoliła na przyłączanie do Arpanetu lokalnych sieci akademickich. Pierwszą siecią akademicką przyłączoną do Arpanetu była sieć na kampusie UCLA.
W latach 1972–1979 kolejne uczelnie USA przyłączały się do projektu ARPANET i jednocześnie ARPA śledziła wszystkie nowinki techniczne wymyślane na uczelniach i część z nich przekazywała na rzecz tajnych projektów wojskowych. Wielu akademickich użytkowników ARPANET zaczęło nazywać tę sieć Internetem, ze względu na to, że łączyła ona wiele różnych sieci lokalnych.
W 1980 roku, po kilku efektownych włamaniach crackerów do serwerów ARPANET, ARPA zdecydowała się rozdzielić całkowicie wojskową część ARPANET od części akademickiej. Część wojskowa nadal ma nazwę ARPANET, zaś część cywilna została już oficjalnie nazwana Internetem. Projekt rozwoju części cywilnej został przez agencję DARPA zamknięty 28 lutego 1990 roku. Od tej pory Internet rozwija się bez nadzoru agencji DARPA.